# Partisan Records
Partisan Records è un'etichetta discografica indipendente americana, fondata nel 2007 da Tim Putnam e Ian Wheeler, con uffici a New York, Los Angeles e Londra. L'etichetta è specializzata in indie rock, rock, folk, musica d'avanguardia.

## Storia
L'etichetta è nata nell'appartamento di Putnam a South Brooklyn, per poi trasferirsi nel 2009 nella sede di Williamsburg, tuttora in uso. Il primo disco prodotto dall'etichetta è stata Decline Of The West di Holy Sons, seguito da War Elephant dei Deer Tick.
Nel 2008, mentre lavorava come responsabile notturno per il Knitting Factory di Leonard St. a Manhattan, Putnam è stato contattato da Morgan Margolis, CEO della Knitting Factory Entertainment, per formare una partnership strategica con la Partisan Records: insieme hanno ristampato il catalogo di Fela Kuti e fatto rivivere la loro etichetta, Knitting Factory Records, che comprende anche membri della famiglia Kuti, Femi Kuti e Seun Kuti, che hanno ricevuto nomination ai Grammy Award.
Da allora la Partisan gestisce un elenco eclettico e diversificato di artisti di tutti i generi, privilegiando una filosofia a misura di artista, che gli ha fatto ottenere i primi consensi internazionali. Nel 2018 ha raggiunto la Top 5 delle classifiche del Regno Unito e una nomination come "British Breakthrough" ai BRIT Awards nel 2019 per "Joy as an Act of Resistance" degli IDLES, la prima nomination ai Grammy Awards per Deran di Bombino, due nomination al Mercury Prize per gli IDLES e per l'album di debutto dei Fontaines D.C. Dogrel e un premio Ivor per gli IDLES, i premi AIM UK, A2IM e Music Business Worldwide A + R come Etichetta indipendente dell'anno e un premio International Woman of the Year di Music Week all'amministratore delegato della Partisan, Zena White.
Attualmente Putnam è il Presidente della Partisan, mentre Wheeler dirige The Talkhouse, che ha fondato nel 2015 negli uffici della Partisan.

## Lista degli artisti della Partisan Records

### Attuali
- The Black Angels
- Bombino
- Cigarettes After Sex
- Craig Finn
- Dilly Dally
- Eagulls
- Emel Mathlouthi
- Fela Kuti
- Femi Kuti
- Fontaines D.C.
- Geese
- IDLES
- John Grant
- Laura Marling
- Molly Sarlé
- Pottery
- Ultraísta
- Westerman

### Passati
- Gene Ween
- Ages and Ages
- The Amazing
- Baby In Vain
- Bobby
- Body Type
- Callers
- Christopher Denny
- Deer Tick
- Dolorean
- Emily Wells
- Erika Wennerstrom
- Field Report
- Goon
- Jenn Wasner
- Guards
- Heartless Bastards
- Holy Sons
- JBM
- Lontalius
- Lumerians
- Mercury Rev
- Middle Brother
- Mountain Man
- Nico Yaryan
- David Strackany
- PHOX
- Pure Bathing Culture
- Sallie Ford and the Sound Outside
- Sylvan Esso
- The Dismemberment Plan
- The Standard
- The Wytches
- Treetop Flyers
- Tender
- Torres
- Violents
- Warm Ghost

## Discografia
| Anno                 | Artista                                      | Disco                                            | Note |
| -------------------- | -------------------------------------------- | ------------------------------------------------ | ---- |
| 2008                 | Deer Tick                                    | War Elephant                                     |      |
| 2008                 | Holy Sons                                    | Decline of the West                              |      |
| 2008                 | Deer Tick                                    | Born on Flag Day                                 |      |
| 2010                 | Deer Tick                                    | The Black Dirt Sessions                          |      |
| 2010                 | Mountain Man                                 | Made The Harbor                                  |      |
| 2010                 | Holy Sons                                    | Survivalists Tales!                              |      |
| 2010                 | Paleo                                        | A View of the Sky                                |      |
| 2010                 | Deer Tick / Johnny Corndawg                  | Water Friends For                                |      |
| 2011                 | Dolorean                                     | The Unfazed                                      |      |
| 2011                 | Ages and Ages                                | Alright, You Restless                            |      |
| 2011                 | Warm Ghost                                   | Uncut Diamond (EP)                               |      |
| 2011                 | BOBBY                                        | BOBBY                                            |      |
| 2011                 | Lumerians                                    | Transmalinnia                                    |      |
| 2011                 | Middle Brother                               | Middle Brother                                   |      |
| 2011                 | Sallie Ford & The Sound Outside              | Dirty Radio                                      |      |
| 2011                 | Paleo                                        | Fruit Of The Spirit                              |      |
| 2011                 | Warm Ghost                                   | Narrows                                          |      |
| 2011                 | Virgin Forest                                | Joy Atrophy                                      |      |
| 2011                 | Deer Tick                                    | Divine Providence                                |      |
| 2012                 | Virgin Forest                                | Easy Way Out                                     |      |
| 2012                 | Heartless Bastards                           | Arrow                                            |      |
| 2012                 | Deer Tick                                    | Tim (EP)                                         |      |
| 2012                 | Emily Wells                                  | Mama                                             |      |
| 2012                 | Diamond Rugs                                 | Diamond Rugs                                     |      |
| 2012                 | Freeman                                      | Marvelous Clouds                                 |      |
| 2012                 | The Amazing                                  | Gentle Stream                                    |      |
| 2012                 | Field Report                                 | Field Report                                     |      |
| 2012                 | Callers                                      | Reviver                                          |      |
| 2012                 | Lumerians                                    | Horizon Structures                               |      |
| 2013                 | Sallie Ford & The Sound Outside              | Untamed Beast                                    |      |
| 2013                 | John Grant                                   | Pale Green Ghosts                                |      |
| 2013                 | Emily Wells                                  | Mama Acoustic Recordings                         |      |
| 2013                 | Treetop Flyers                               | The Mountain Moves                               |      |
| 2013                 | Pure Bathing Culture                         | Moon Tides                                       |      |
| 2013                 | Lumerians                                    | The High Frontier                                |      |
| 2013                 | Deer Tick                                    | Negativity                                       |      |
| 2013                 | The Dismemberment Plan                       | Uncanney Valley                                  |      |
| 2013                 | Sallie Ford & The Sound Outside              | Summer (EP)                                      |      |
| 2014                 | Eagulls                                      | Eagulls                                          |      |
| 2014                 | Ages and Ages                                | Divisionary                                      |      |
| 2014                 | Sylvan Esso                                  | Sylvan Esso                                      |      |
| 2014                 | Phox                                         | Phox                                             |      |
| 2014                 | Gene Ween                                    | Freemen                                          |      |
| 2014                 | Christopher Denny                            | If The Roses Don't Kill Us                       |      |
| 2014                 | The Wytches                                  | Annabel Dream Reader                             |      |
| 2014                 | Field Report                                 | Marigolden                                       |      |
| 2014                 | The Dismemberment Plan                       | Change                                           |      |
| 2015                 | The Amazing                                  | Picture You                                      |      |
| 2015                 | Torres                                       | Sprinter                                         |      |
| 2015                 | Heartless Bastards                           | Restless Ones                                    |      |
| 2015                 | Sylvan Esso                                  | H.S.K.T.                                         |      |
| 2015                 | Craig Finn                                   | Faith In The Future                              |      |
| 2015                 | Dilly Dally                                  | Sore                                             |      |
| 2015                 | John Grant                                   | Grey Tickles, Black Pressure                     |      |
| 2015                 | Pure Bathing Culture                         | Pray For Rain                                    |      |
| 2015                 | Made of Oak                                  | Penumbra                                         |      |
| 2015                 | Sylvan Esso / Flock of Dimes                 | Split Single                                     |      |
| 2015                 | Holy Sons                                    | Decline Of The West Vol I.& II. (Deluxe Reissue) |      |
| 2015                 | Nico Yaryan                                  | Just Tell Me                                     |      |
| 2016                 | Lontalius                                    | I'll Forget 17                                   |      |
| 2016                 | Bombino                                      | Azel                                             |      |
| 2016                 | Baby In Vain                                 | For The Kids                                     |      |
| 2016                 | John Grant                                   | Queen of Denmark                                 |      |
| 2016                 | Eagulls                                      | Ullages                                          |      |
| 2016                 | Nico Yaryan                                  | What A Tease                                     |      |
| 2016                 | The Amazing                                  | Ambulance                                        |      |
| 2016                 | Ages and Ages                                | Something to Ruin                                |      |
| 2016                 | Jenn Wasner                                  | If You See Me, Say Yes                           |      |
| 2016                 | Dilly Dally                                  | FKKT (EP)                                        |      |
| 2016                 | Holy Sons                                    | In The Garden                                    |      |
| 2016                 | Tender                                       | EP III                                           |      |
| 2017                 | IDLES                                        | Brutalism                                        |      |
| 2017                 | Emel                                         | Ensen                                            |      |
| 2017                 | Craig Finn                                   | We All Want The Same Things                      |      |
| 2017                 | The Black Angels                             | Death Song                                       |      |
| 2017                 | Violents & Monica Martin                     | Awake and Pretty Much Sober                      |      |
| 2017                 | Cigarettes After Sex                         | Cigarettes After Sex                             |      |
| 2017                 | Baby In Vain                                 | More Nothing                                     |      |
| 2017                 | TENDER                                       | Modern Addiction                                 |      |
| 2017                 | Deer Tick                                    | Deer Tick Vol. 1                                 |      |
| 2017                 | Deer Tick                                    | Deer Tick Vol. 2                                 |      |
| 2018                 | Emel                                         | Ensenity                                         |      |
| 2018                 | Erika Wennerstrom                            | Sweet Unknown                                    |      |
| 2018                 | The Amazing                                  | In Transit                                       |      |
| 2018                 | Bombino                                      | Deran                                            |      |
| 2018                 | Goon                                         | Dusk of Punk - Happy Omen                        |      |
| 2018                 | IDLES                                        | Joy as an Act of Resistance                      |      |
| 2018                 | Dilly Dally                                  | Heaven                                           |      |
| 2018                 | John Grant                                   | Love is Magic                                    |      |
| 2018                 | IDLES with Heavy Lungs                       | Split 7" Single                                  |      |
| 2018                 | Cigarettes After Sex                         | Crush 7"                                         |      |
| 2019                 |                                              |                                                  |      |
| Deer Tick            | Mayonnaise                                   |                                                  |      |
| Tender               | Fear of Falling Asleep                       |                                                  |      |
| Mercury Rev          | Bobbie Gentry's The Delta Sweete Revisted    |                                                  |      |
| Craig Finn           | I Need a New War                             |                                                  |      |
| John Grant           | Remixes Are Also Magic                       |                                                  |      |
| Fontaines D.C.       | Dogrel                                       |                                                  |      |
| Body Type            | Body Type EP & EP2                           |                                                  |      |
| Pottery              | No.1 EP                                      |                                                  |      |
| Goon                 | Heaven is Humming                            |                                                  |      |
| IDLES                | Mercedes Marxist 7 inch                      |                                                  |      |
| Spike Fuck           | Smackwave EP                                 |                                                  |      |
| Molly Sarlé          | Karaoke Angel                                |                                                  |      |
| Emel Mathlouthi      | Everywhere We Looked Was Burning             |                                                  |      |
| Cigarettes After Sex | Cry                                          |                                                  |      |
| IDLES                | A Beautiful Thing: IDLES Live at Le Bataclan |                                                  |      |
| 2020                 | Laura Marling                                | Song For Our Daughter                            |      |
| 2020                 | Fontaines D.C.                               | A Hero's Death                                   |      |
| 2020                 | AAVV                                         | New noises Vol.153                               |      |
| 2020                 | Ultraista                                    | Sister                                           |      |
| 2020                 | Pottery                                      | Welcome to Bobby's Motel                         |      |
| 2020                 | Westerman                                    | Your hero is not dead                            |      |
| 2020                 | Craig Finn                                   | All these perfect crosses                        |      |